# Le Club Saint-Germain
Le Club Saint-Germain  est un ancien club de jazz et de danse installé dans la cave d'un immeuble, au 13 rue Saint-Benoît dans le sixième arrondissement de Paris, ouvert le 11 juin 1948. Haut lieu du jazz, son succès a entraîné la fermeture d'une  cave à zazous : le célèbre Tabou.  L'orchestre de Boris Vian en a assuré l'ouverture musicale, mais ensuite il a accueilli tous les grands du jazz français et américains. Il diffère du Tabou en cela que le style zazou n'y est plus apprécié. La sélection de la clientèle y est dès le début beaucoup plus sévère qu'au Tabou.

## Origine
Au sous-sol de l'immeuble du 44, boulevard Saint-Germain où se trouvait le siège de la Société d'encouragement pour l'industrie nationale Freddy Chauvelot, Boris Vian et Claude Luter ont découvert bien avant 1948 une cave avec trois salles voûtées, dont la longueur allaient jusqu'au coin de la rue de l'Abbaye en passant sous la rue Saint-Benoît. Les salles étaient alors « encombrées de ferrailles abandonnées, qui n'attendaient que le biffins pour les enlever, les démolisseurs pour les réunir par un passage en système d'arcs, les électriciens pour percer les murs et poser l'installation électrique (…) des maçons pour construire un escalier en béton armé !montant à la rue Saint-Benoît. »
Le président de la Société d'encouragement à l'industrie, Louis Breguet, qui habitait l'immeuble, logeait souvent Anne-Marie Cazalis, amie de son épouse, et il invitait parfois Juliette Gréco et Marc Dolnitz. En réalité, selon Philippe Boggio : « On ne sait plus à qui faire endosser la paternité du club Saint-Germain : Chauvelot, Doelnitz, Gréco, Cazalis ou Casadessus, ou peut-être les quatre à la fois, car ils étaient rarement les uns sans les autres. » L'un d'eux avait remarqué au ras du niveau du trottoir, les soupiraux du 13 rue Saint-Benoît, à deux pas des Café de Flore et Les Deux Magots, face au bar à cocktails Le Montana. Le projet des travaux à entreprendre se révélaient longs et onéreux, et ils dépassaient les moyens financiers des initiateurs du projet. Une société d'encouragement fut constituée avec pour membres : Christian Casadesus et Paul Boubal, patron du Café de Flore. Freddy Chauvelot et Christian Casadesus prirent la direction de l'établissement, Gréco, Cazalis et Doelnitz assurèrent l'animation des spectacles, et Boris Vian se chargea de recruter et de soutenir les musiciens.
Un escalier en béton armé fut construit pour mener directement à la rue Saint-Benoît. L'intérieur du lieu était décoré de bois sculpté, avec des débris d'une frégate bretonne datant du seizième siècle. L'une des caves était équipée d'un bar, d'une plonge, et des toilettes. Ouvert le 11 juin 1948 et animé d'abord par l'orchestre de Boris Vian surnommé le Prince du Tabou, le club accueillit tous les grands du jazz français et américain.
Le soir de l'inauguration, trois cents invitations avaient été lancées. Il y eut selon les estimations entre mille et mille cinq cents personnes qui se pressèrent devant la porte de la rue Saint Benoit, bloquant la circulation sur le boulevard Saint-Germain, nécessitant le concours de la police aux carrefours. Pour le journaliste Bertrand Dicale, il s'agissait du « dernier grand événement fédérateur du quartier ».

## Le temple du jazz
C'était un tout autre style que celui du Tabou et des existentialistes qui s'annonçait au Club Saint-Germain. Aux acteurs qui se présentaient avec des chemises à carreaux, on faisait comprendre que ce n'était pas la tenue adéquate. La cravate était souhaitée, et quand une fille se déshabillait pour être à la mode du quartier, on la rhabillait prestement. Le lieu était le temple du jazz, et on y verra défiler le tout Hot Club dont le club Saint-Germain deviendra une dépendance, et même la cantine.
Le club a battu des records d'affluence à plusieurs reprises. Sa situation était privilégiée par rapport au Tabou dont la clientèle la plus huppée s'était transférée au club Saint-Germain. Et surtout, les animations de Marc Doelnitz étaient très appréciées par leur originalité. Il avait lancé ses nuits à thème : Nuit 1925, Nuit de l'innocence, Nuit du cinéma, Nuit du Western  et bien d'autres : « On passait nos nuits à toute sorte de nuits déclare Roger Vadim dans Le désordre à vingt ans. »
Mais ce sont surtout les soirées de jazz qui rendirent le club célèbre. Au mois de juillet 1948, une soirée Duke Ellington avait attiré mille personnes. Marc Allégret, Jean Genet, Yves Montand et Simone Signoret sont présents. Boris Vian était un fan de Duke. Il était allé l'accueillir à la gare du Nord où déjà se pressait une foule des grands jours. Duke Ellington est arrivé à Paris sans son orchestre qui était retenu à Londres par les lois syndicales. Boris précise, dans un article paru dans Combat, que ces concerts étaient très attendus du public et que Duke n'avait pas déçu bien qu'il soit venu sans son orchestre dont il est l'âme. 
Le Club a accueilli des musiciens du style Mainstream ou « Modern jazz », du jazz français, avec des artistes comme Django Reinhardt, Martial Solal, Barney Wilen, ainsi que des américains comme Lester Young, Kenny Clarke, Miles Davis, Coleman Hawkins, Art Blakey. La liste est si longue que Boris Vian renonce à les citer tous dans son Manuel de Saint-Germain-des-prés.

## Le déclin
Une fois encore, comme ce fut le cas pour le Tabou, le Club Saint-Germain a été victime de son succès. Au bout de quelques années, il était pris d'assaut par des autocars de tourisme qui bloquaient la rue Jacob et la rue Saint-Benoît. On y avait organisé l'élection de « miss »: « Miss Poubelle », « Miss Saint-Germain ». Le Tout-Paris avait compris qu'il fallait se montrer là parce que les journalistes y étaient, et les journalistes y venaient parce qu'il y avait le Tout-Paris. On proposa bientôt à un tourisme de masse, des formules de week-ends existentialistes, avec visite au Café de Flore pour voir la chaise de Sartre (n'importe laquelle faisait l'affaire). Le hasch et l'héroïne firent leur apparition et les habitués des débuts commencèrent à déserter l'endroit : ils restaient tous au Montana ou au Bar vert. Le Club Saint-Germain cessa de recevoir des musiciens de jazz vers le milieu des années 1960, puis, voyant son erreur, il tenta en 1979 un retour au jazz sans succès. Il se transformera alors en discothèque.